# 夏强
夏强（1966年9月—），男，汉族，出生于安徽省安庆市，籍贯浙江宁波，中共党员，儿童肝移植专家，中国工程院院士。

## 生平
1987年毕业于安徽医科大学，获医学学士学位。1997年毕业于复旦大学上海医学院（原上海医科大学），获医学博士学位。现任上海交通大学医学院附属仁济医院院长、上海器官移植与免疫工程技术研究中心主任、上海器官移植研究所所长、中国-东南亚儿童终末期肝病转化研究中心主任。2023年11月，当选中国工程院院士。

## 学术贡献
主持国家重点研发计划和国家自然科学基金重大研究计划等项目21项，在Cell、Gut、Gastroenterology、Journal of Hepatology等期刊发表论文170余篇。以第一完成人获国家科技进步二等奖1项和省部级一等奖3项。获全国医药卫生系统先进个人、中国医师奖和中国最美医生等称号。